# Saint-Jacut-de-la-Mer
Pour les articles homonymes, voir Jacut de Landoac.
Saint-Jacut-de-la-Mer [sɛ̃ʒakydlamɛʁ] est une commune française située dans le département des Côtes-d'Armor en région Bretagne.

## Géographie
| La Manche            | La Manche             | La Manche           |
| Saint-Cast-le-Guildo | Saint-Jacut-de-la-Mer | Lancieux, Ploubalay |
| Saint-Cast-le-Guildo | Créhen, Trégon        | Trégon              |

### Localisation

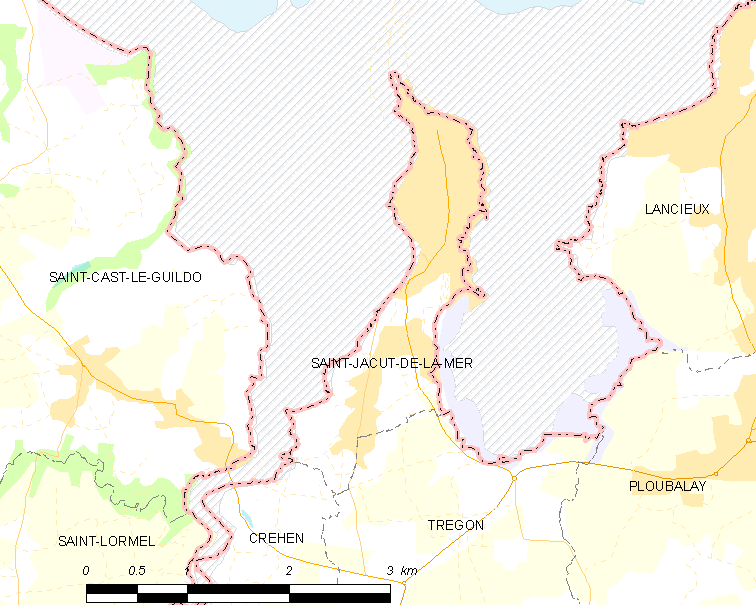
Carte de Saint-Jacut-de-la-Mer et des communes alentour.

Carte géologique du Massif armoricain, avec au nord-est le batholite mancellien et ses nombreux plutons de granite cadomien (Trégor, Lanhélin, Louvigné, Vire, Avranches). Ce batholite dessine une ellipse de 150 km (d'Alençon à la Rance) sur 90 km (de Vitré à Vire).

Saint-Jacut-de-la-Mer se situe au nord-est du département des Côtes-d'Armor, presque à la limite de celui d'Ille-et-Vilaine.
La commune est bordée au sud par les communes de Créhen et Beaussais-sur-Mer.
Le village se trouve sur une presqu'île bordée à l'ouest par la baie de l'Arguenon et à l'est par la baie de Lancieux et la baie de Beaussais.
Au nord de la presqu'île se trouve l'archipel des Ébihens, qui fait partie de la commune. L'îlot de La Colombière, après avoir été une carrière de granite depuis au moins le XVIIe siècle, est un site pittoresque classé depuis le 26 mars 1953. « Après un changement de propriétaire en 1958, et malgré la convoitise de nombreux plaisanciers, elle retourne au domaine public par expropriation en 1984, avant de devenir une réserve gérée par la Société pour l'étude et la protection de la nature en Bretagne (SEPNB) ».

### Cadre géologique
Saint-Jacut est localisée dans la partie médiane du domaine nord armoricain, unité géologique du Massif armoricain qui est le résultat de trois chaînes de montagne successives. Le site géologique de Saint-Jacut se situe plus précisément dans un bassin sédimentaire essentiellement briovérien limité au sud par un important massif granitique cadomien, le pluton de Lanhélin qui fait partie d'un ensemble plus vaste, le batholite mancellien,.
L'histoire géologique de la région est marquée par le cycle cadomien (entre 750 et 540 Ma) qui se traduit par la surrection de la chaîne cadomienne qui devait culminer à environ 4 000 m. À la fin du Précambrien supérieur, les sédiments briovériens environnants sont fortement déformés, plissés et métamorphisés par l'orogenèse cadomienne qui implique un fort épaississement crustal, formant essentiellement des schistes et des gneiss. Cette déformation développe une succession d'antiformes (Saint-Jacut-Rothéneuf, Le Minihic-sur-Rance et Plouer) correspondant à des chevauchements à vergence sud-est, séparés par des synformes (la Richardais et Saint-Suliac) d'orientation N60°, plis d'autant plus déversés vers le Sud que l'on se rapproche du noyau migmatitique. Ce noyau de forme elliptique (25 km x 6 km), ceinturé d'une enveloppe gneissique et micaschisteuse, correspond à la région de Dinard-Saint-Malo. L'épaississement, consécutif à l'écaillage tectonique du domaine orogénique, provoque la fusion crustale à l'origine de la mise en place des dômes anatectiques (migmatites de Guingamp et Saint-Malo, développées aux dépens des sédiments briovériens) qui est datée entre 560 et 540 Ma. Les massifs granitiques du Mancellien scellent la fin de la déformation ductile de l'orogenèse cadomienne.
Les paragneiss à grain fin, en bancs décimétriques et finement foliés, affleurent au nord de Saint-Jacut-de-la-Mer. De nombreuses veinules quartzo-feldspathique traduisent les effets d'un début de migmatisation, ces roches étant d'ailleurs en contact avec des migmatites.
Au Nord-Ouest de la presqu'île de Saint-Jacut-de-la-Mer, plusieurs îlots granitiques, entre autres La Colombière et La Grande-Roche ont été naguère exploités intensément pour l'obtention de pierre de taille en leucogranite.

### Hydrographie
Pour un article plus général, voir Réseau hydrographique des Côtes-d'Armor.
La commune est située dans le bassin Loire-Bretagne. Elle n'est drainée par aucun cours d'eau,.

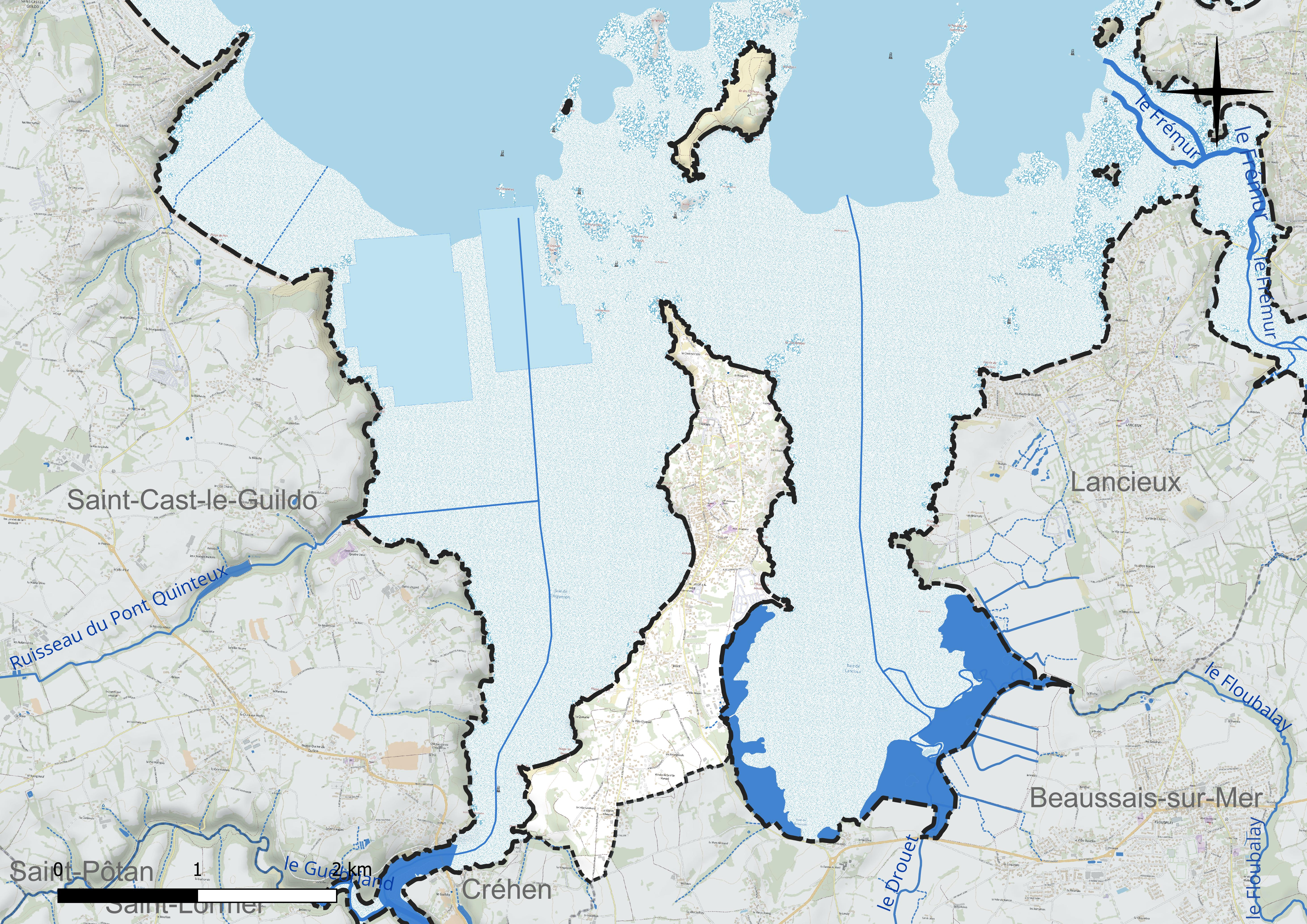
Réseau hydrographique de Saint-Jacut-de-la-Mer.

### Climat
Pour des articles plus généraux, voir Climat de la Bretagne et Climat des Côtes-d'Armor.
En 2010, le climat de la commune est de type climat océanique franc, selon une étude du Centre national de la recherche scientifique s'appuyant sur une série de données couvrant la période 1971-2000. En 2020, Météo-France publie une typologie des climats de la France métropolitaine dans laquelle la commune est exposée à un climat océanique et est dans la région climatique  Bretagne orientale et méridionale, Pays nantais, Vendée, caractérisée par une faible pluviométrie en été et une bonne insolation. Parallèlement l'observatoire de l'environnement en Bretagne publie en 2020 un zonage climatique de la région Bretagne, s'appuyant sur des données de Météo-France de 2009. La commune est, selon ce zonage, dans la zone « Littoral doux », exposée à un climat venté avec des étés cléments.
Pour la période 1971-2000, la température annuelle moyenne est de 11,5 °C, avec une amplitude thermique annuelle de 11,4 °C. Le cumul annuel moyen de précipitations est de 686 mm, avec 12 jours de précipitations en janvier et 6,2 jours en juillet. Pour la période 1991-2020, la température moyenne annuelle observée sur la station météorologique la plus proche, située sur la commune de Pleurtuit à 10 km à vol d'oiseau, est de 11,9 °C et le cumul annuel moyen de précipitations est de 752,0 mm,. Pour l'avenir, les paramètres climatiques de la commune estimés pour 2050 selon différents scénarios d'émission de gaz à effet de serre sont consultables sur un site dédié publié par Météo-France en novembre 2022.

## Urbanisme

### Typologie
Au 1er janvier 2024, Saint-Jacut-de-la-Mer est catégorisée commune rurale à habitat dispersé, selon la nouvelle grille communale de densité à 7 niveaux définie par l'Insee en 2022.
Elle est située hors unité urbaine et hors attraction des villes,.
La commune, bordée par la Manche, est également une commune littorale au sens de la loi du 3 janvier 1986, dite loi littoral. Des dispositions spécifiques d’urbanisme s’y appliquent dès lors afin de préserver les espaces naturels, les sites, les paysages et l’équilibre écologique du littoral, tel le principe d'inconstructibilité, en dehors des espaces urbanisés, sur la bande littorale des 100 mètres, ou plus si le plan local d’urbanisme le prévoit.

### Occupation des sols
L'occupation des sols de la commune, telle qu'elle ressort de la base de données européenne d’occupation biophysique des sols Corine Land Cover (CLC), est marquée par l'importance des territoires artificialisés (55,5 % en 2018), en augmentation par rapport à 1990 (46,7 %). La répartition détaillée en 2018 est la suivante : 
zones urbanisées (55,5 %), zones agricoles hétérogènes (32,9 %), milieux à végétation arbustive et/ou herbacée (7 %), zones humides côtières (2,8 %), terres arables (1,1 %), prairies (0,7 %).
L'institut national de l'information géographique et forestière (IGN) met par ailleurs à disposition un outil en ligne permettant de comparer l’évolution dans le temps de l’occupation des sols de la commune (ou de territoires à des échelles différentes). Plusieurs époques sont accessibles sous forme de cartes ou photos aériennes : la carte de Cassini (XVIIIe siècle), la carte d'état-major (1820-1866) et la période actuelle (1950 à aujourd'hui).

## Toponymie
Le nom de la localité est attesté sous les formes Sanctus Jacobus en 1009 et en 1019, Monasterium Sancti Jacobi en 1024 et en 1034, Sanctus Jacobus en 1092, monasterium Sancti Jacuti vers 1092, Sanctus Jacotus en 1118, 1132 et en 1159, Monasterium Sancti Jaguti de Insula Maris en 1163, monasterium Landoac au XIIe siècle, en 1191 et en 1212, Sanctus Jacutus vers 1330, Sainct Jagu de l'Isle en 1352 et en 1499, Sainct Jagu en 1513.
Un nouveau nom, Saint-Jacut-de-la-Mer, apparaît dès le 6 novembre 1856 et devient officiel par l'arrêté préfectoral du 25 janvier 1873.
La commune tire son nom de Jacut de Landoac, un saint du Ve siècle d'origine galloise ayant vécu sur la presqu'île.
Saint-Jaghu ou Saint-Jeghu en gallo.
Le nom de la localité est attesté en breton sous la forme Sant-Yagu en 1914,[source secondaire nécessaire].

## Gentilé et surnom traditionnel
Les habitants de Saint-Jacut sont dénommés les Jagüens et les Jagüines, mais ils étaient traditionnellement surnommés « Pue-la-raie » par leurs voisins de Saint-Cast qui les percevaient comme des miséreux car ils ne pratiquaient que la petite pêche (maquereaux principalement) et vendaient du poisson séché dont l'odeur était forte (dans les décennies 1950 et 1960, il subsistait une quarantaine de bateaux de pêche côtière à Saint-Jacut) ; leurs femmes pêchaient à pied les crevettes et les coques.

## Histoire

### Préhistoire et Antiquité
L'occupation du territoire de Saint-Jacut-de-la-Mer est attestée dès l'époque néolithique par la présence de nombreux dépôts coquilliers, que ce soit sur la presqu’île ou sur l'archipel des Ébihens. Un menhir long de cinq mètres est signalé à la Pointe du Chevet et gît désormais sur l'estran. Sur les Ébihens, des fouilles archéologiques ont permis de mettre au jour les fondations d'un village coriosolite et d'une petite nécropole de l'âge du fer.

### Moyen Âge
Selon la vita Jacuti, rédigée au XIIe siècle, le moine gallois Jacut aurait bâti un monastère au début du Ve siècle, à l'emplacement de l'actuelle abbaye.
Jean-Yves Le Moing estime à 15 % le taux de toponymes d'origine bretonne sur la commune de Saint-Jacut-de-la-Mer.
La paroisse Saint-Jacut, autrefois appelée Landouar, enclavée dans l'évêché de Saint-Malo, faisait partie du doyenné de Bobital relevant de l'évêché de Dol et était sous le vocable de Jacques le Mineur puis de Notre-Dame. Elle se situe dans le pays traditionnel du Poudouvre.
- au Ve siècle : fondation d'un monastère sur la presqu'île de deux frères du Pays de Galles, Jacut et Guéthénoc.
- en 878 : sac et incendie de l'abbaye par les Vikings.
- en 1008 : restauration de l'abbaye.

### Temps modernes

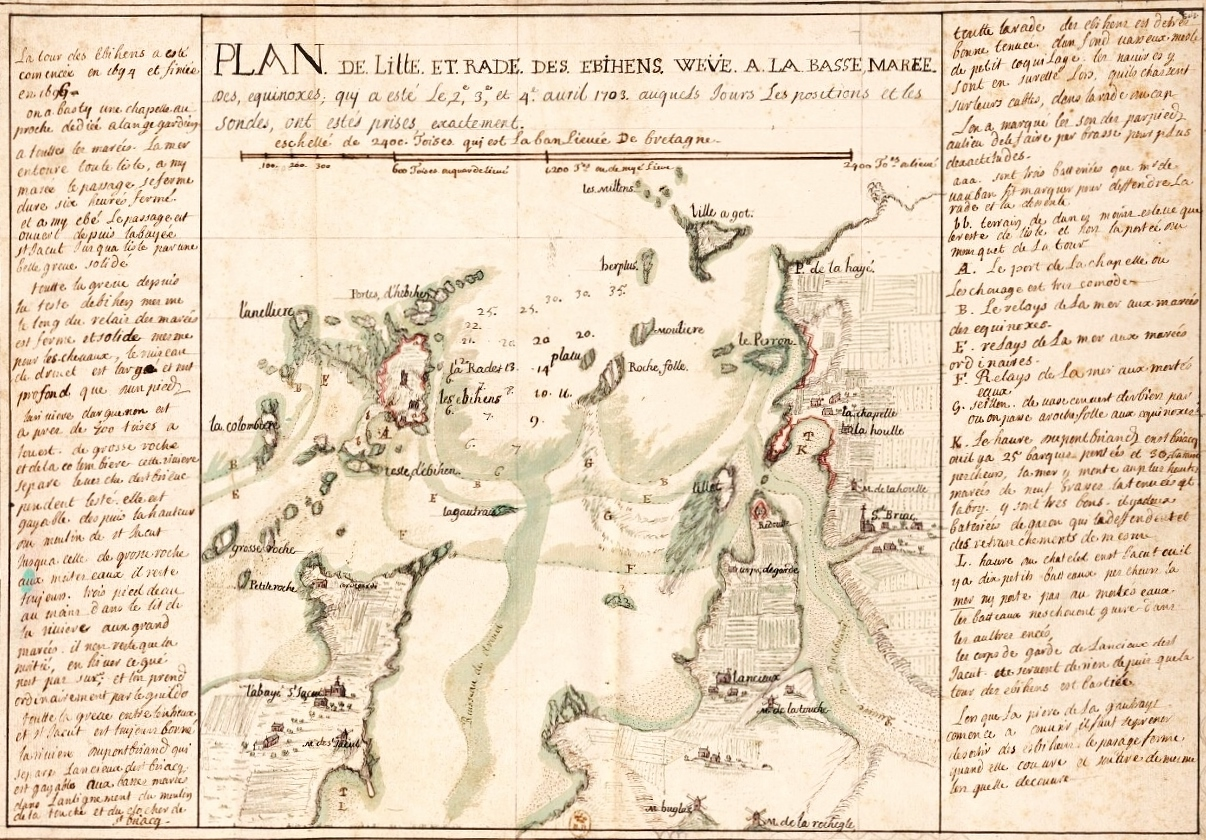
Plan de La Baie de Lancieux et des Ebihens datant de 1703.
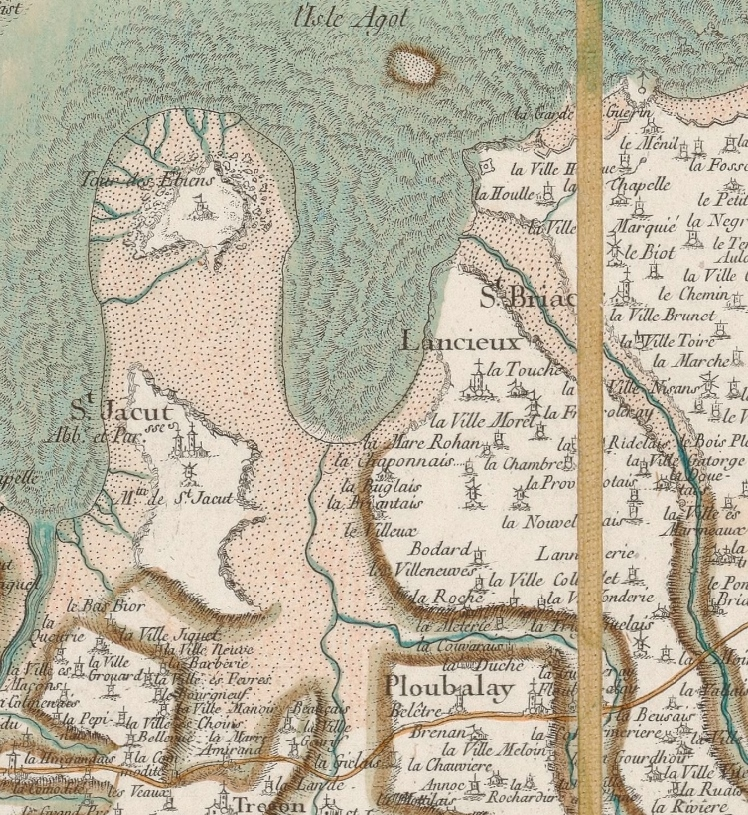
Carte de Cassini de Lancieux, Saint-Jacut et la Baie de Lancieux (1758).

### Révolution française
- 1790 : élection en commune. Lors de la Terreur, la commune est rebaptisée Isle-Jacut puis Port-Jacut[38].

### LeXIXesiècle
- en 1807 : naufrage du navire corsaire La Clarisse, commandé par Robert Surcouf de 1798 à 1800.
- en 1873 : officialisation du nom actuel de Saint-Jacut-de-la-Mer.

Jean Richepin décrit ainsi Saint-Jacut en 1886 : « Une longue rue montante, au haut de laquelle se dresse une église, voilà le village de Saint-Jacut-de-la-Mer. Et l'on est étonné tout d'abord de voir que ce nid de pêcheurs s'étage au flanc d'une montagne et regarde la terre ferme. Mais c'est que là, sur ce versant, on est à l'abri du vent du large. D'ailleurs il n'y a de port que de ce côté, au pied même de la montagne, où se creuse une petite anse en retrait, tandis que le reste de la presqu'île plonge dans l'eau des murailles à pic où l'abordage est impossible ».

### LeXXesiècle

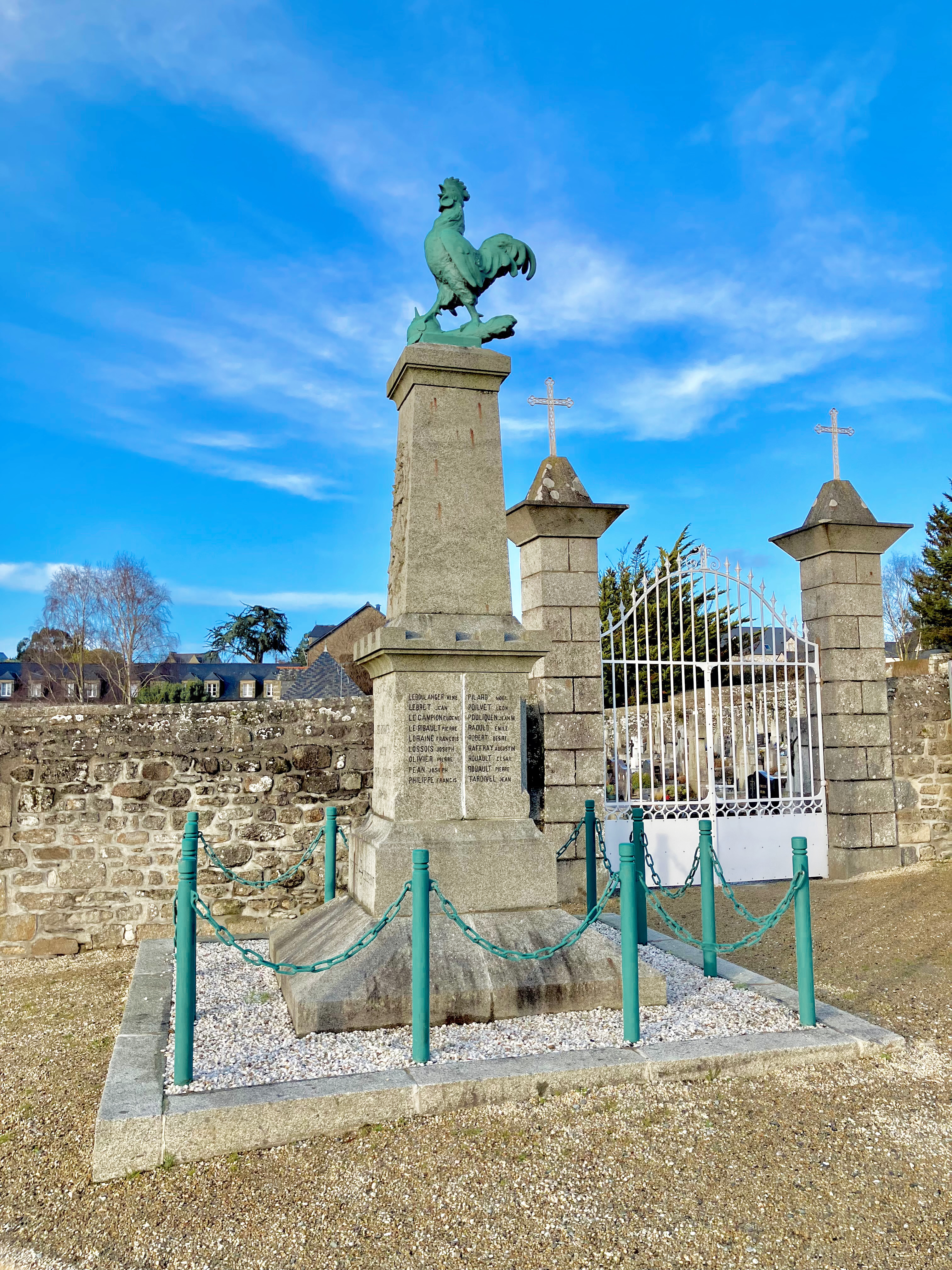
Le monument aux morts de Saint-Jacut est surmonté d’un magnifique et fier coq gaulois.

#### La Première Guerre mondiale
Le monument aux morts de Saint-Jacut porte les noms de 39 soldats morts pour la France pendant la Première Guerre mondiale.

#### La Seconde Guerre mondiale
Le monument aux morts de Saint-Jacut porte les noms de 21 personnes mortes pour la France pendant la Seconde Guerre mondiale.

#### L'après Seconde Guerre mondiale
Georges Cambray, un soldat originaire de Saint-Jacut, est mort pour la France pendant la Guerre d'Indochine. Jean Moulin, un autre soldat du village, est mort en 1946 dans le cadre des Forces françaises en Allemagne.

## Politique et administration

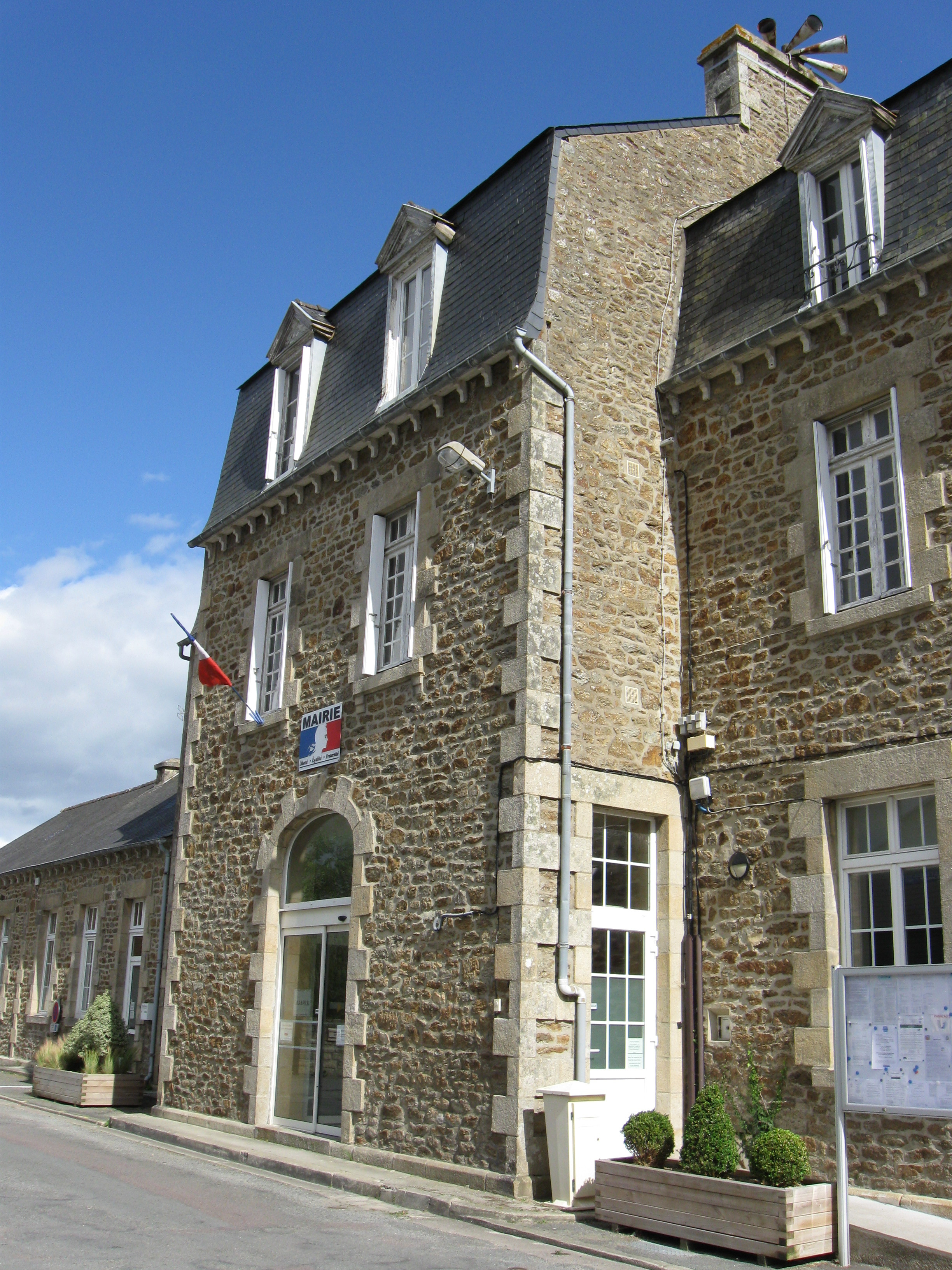
La mairie.

### Liste des maires
| Période                                  | Période        | Identité                       | Étiquette      | Qualité                                           |
| ---------------------------------------- | -------------- | ------------------------------ | -------------- | ------------------------------------------------- |
| Les données manquantes sont à compléter. |                |                                |                |                                                   |
| mars 1790                                | 1792           | Charles Betaux                 |                | Prêtre, recteur de Saint-Jacut                    |
| décembre 1792                            |                | Charles Hervé                  |                | Cultivateur                                       |
| octobre 1800                             | 1815           | Pierre Hervé                   |                | Cultivateur                                       |
| août 1815                                | 1823           | Guillaume Hervé-Langeais       |                | Propriétaire                                      |
| avril 1823                               | 1860           | Jean Allain                    |                | Cultivateur                                       |
| juillet 1852                             | 1860           | Hippolyte Buot                 |                | Capitaine au long cours                           |
| juillet 1860                             | 1870           | Antoine Hita de Nercy de Vestu |                | Officier                                          |
| mai 1871                                 | 1896           | Ange Mahé                      |                |                                                   |
| mai 1896                                 | 1931           | Henri Hita de Nercy            |                | Propriétaire                                      |
| juin 1931                                | 1935           | Ange Hervé                     | Radical        | Capitaine au long cours                           |
| mai 1935                                 | 1953           | Alfred Loraine                 |                | Marin-pêcheur                                     |
| mai 1953                                 | 1965           | Anselme Richard                |                | Capitaine de la Marine marchande                  |
| mars 1965                                | 1971           | Henri Ballan                   |                | Capitaine au long cours                           |
| mars 1971                                | 1977           | Alexandre Collet               |                | Fonctionnaire de la Marine marchande              |
| avril 1977                               | 1983           | Henri Le Damany                |                | Ancien notaire                                    |
| mars 1983                                | décembre 1983  | Henri Lamaison                 | Sans étiquette | Ancien PDG Esso S.A.F..                           |
| décembre 1983                            | 1989           | Charles Boyet                  |                | Architecte retraité                               |
| mars 1989                                | 2001           | Raymond Rouault                |                | Ancien officier mécanicien de la Marine marchande |
| mars 2001                                | 2008           | Jacques Roux                   |                | Éducateur spécialisé                              |
| mars 2008                                | 2014           | Daniel Cattelain               | Centre gauche  | Géomètre-expert                                   |
| 2014                                     | 4 juillet 2020 | Claire Thirion-Emberson        | DVG            | Ingénieure retraitée                              |
| 4 juillet 2020                           | En cours       | Jean-Luc Pithois               | Écologiste     |                                                   |

## Population et société

### Démographie
L'évolution du nombre d'habitants est connue à travers les recensements de la population effectués dans la commune depuis 1793. Pour les communes de moins de 10 000 habitants, une enquête de recensement portant sur toute la population est réalisée tous les cinq ans, les populations de référence des années intermédiaires étant quant à elles estimées par interpolation ou extrapolation. Pour la commune, le premier recensement exhaustif entrant dans le cadre du nouveau dispositif a été réalisé en 2006.

En 2022, la commune comptait 909 habitants, en évolution de +0,33 % par rapport à 2016 (Côtes-d'Armor : +1,78 %, France hors Mayotte : +2,11 %).
| 1793 | 1800 | 1806 | 1821  | 1831  | 1836  | 1841  | 1846  | 1851  |
| ---- | ---- | ---- | ----- | ----- | ----- | ----- | ----- | ----- |
| 849  | 562  | 877  | 1 016 | 1 050 | 1 009 | 1 011 | 1 020 | 1 036 |

| 1856  | 1861  | 1866  | 1872 | 1876  | 1881  | 1886  | 1891  | 1896  |
| ----- | ----- | ----- | ---- | ----- | ----- | ----- | ----- | ----- |
| 1 009 | 1 032 | 1 055 | 987  | 1 035 | 1 069 | 1 074 | 1 050 | 1 063 |

| 1901  | 1906  | 1911  | 1921  | 1926  | 1931  | 1936  | 1946  | 1954  |
| ----- | ----- | ----- | ----- | ----- | ----- | ----- | ----- | ----- |
| 1 075 | 1 095 | 1 121 | 1 114 | 1 046 | 1 167 | 1 119 | 1 167 | 1 086 |

| 1962  | 1968  | 1975 | 1982 | 1990 | 1999 | 2006 | 2011 | 2016 |
| ----- | ----- | ---- | ---- | ---- | ---- | ---- | ---- | ---- |
| 1 051 | 1 022 | 934  | 893  | 797  | 871  | 831  | 860  | 906  |

| 2021 | 2022 | - | - | - | - | - | - | - |
| ---- | ---- | - | - | - | - | - | - | - |
| 910  | 909  | - | - | - | - | - | - | - |

## Culture locale et patrimoine

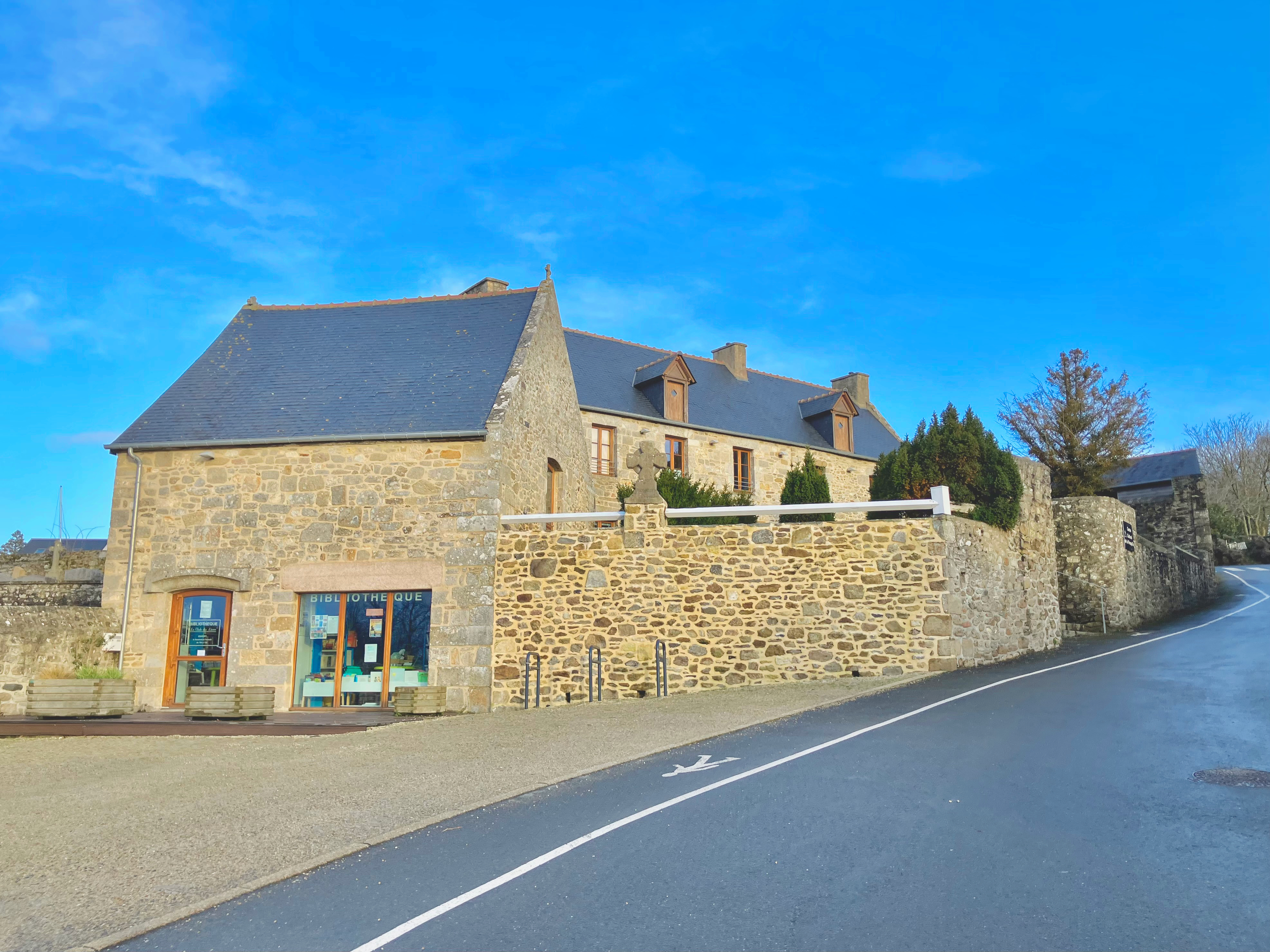
La bibliothèque et le Centre Associatif et Culturel.

### Lieux et monuments
- L'abbaye de Saint-Jacut.

- L'église Notre-Dame de Landouar (1932).
- Le puits de la Manchette, dit puits biblique (date inconnue).
- Le cimetière marin.
- Le port de la Houle Causseul.
- La cale du Chatelet.
- Saint-Jacut-de-la-Mer compte 11 plages parmi lesquelles la plage de La Banche, la plage de La Justice, la plage de La Manchette, la plage de La Pissote, la plage des Haas, la plage du Béchet, la plage du Chatelet et la plage du Rougeret. Cette dernière, se situe à l'extrémité de la presqu'île, entre la pointe du Chevet, à l'ouest, et la pointe de Sainte-Awawa, à l'est. La plage du Rougeret est propice à la pratique des sports nautiques en toute sécurité, tels que le char à voile, le catamaran, le dériveur, la planche à voile et le canoë-kayak. Exposée Nord/Nord-est, elle est protégée des vents dominants de sud-ouest, mais pas toujours des fortes houles. Enfin, la plage du Rougeret fait face à l'archipel des Ébihens qui est accessible à pied par marée basse.
- L'archipel des Ébihens comportant plusieurs plages.
- La tour des Ébihens, édifiée en 1697 sur instruction de Vauban par l'ingénieur Siméon Garangeau, est un poste d'observation servant de réduit défensif. Elle est inscrite à l'inventaire monuments historiques avec sa cour et son mur d'enceinte par arrêté du 15 juillet 2010[47].

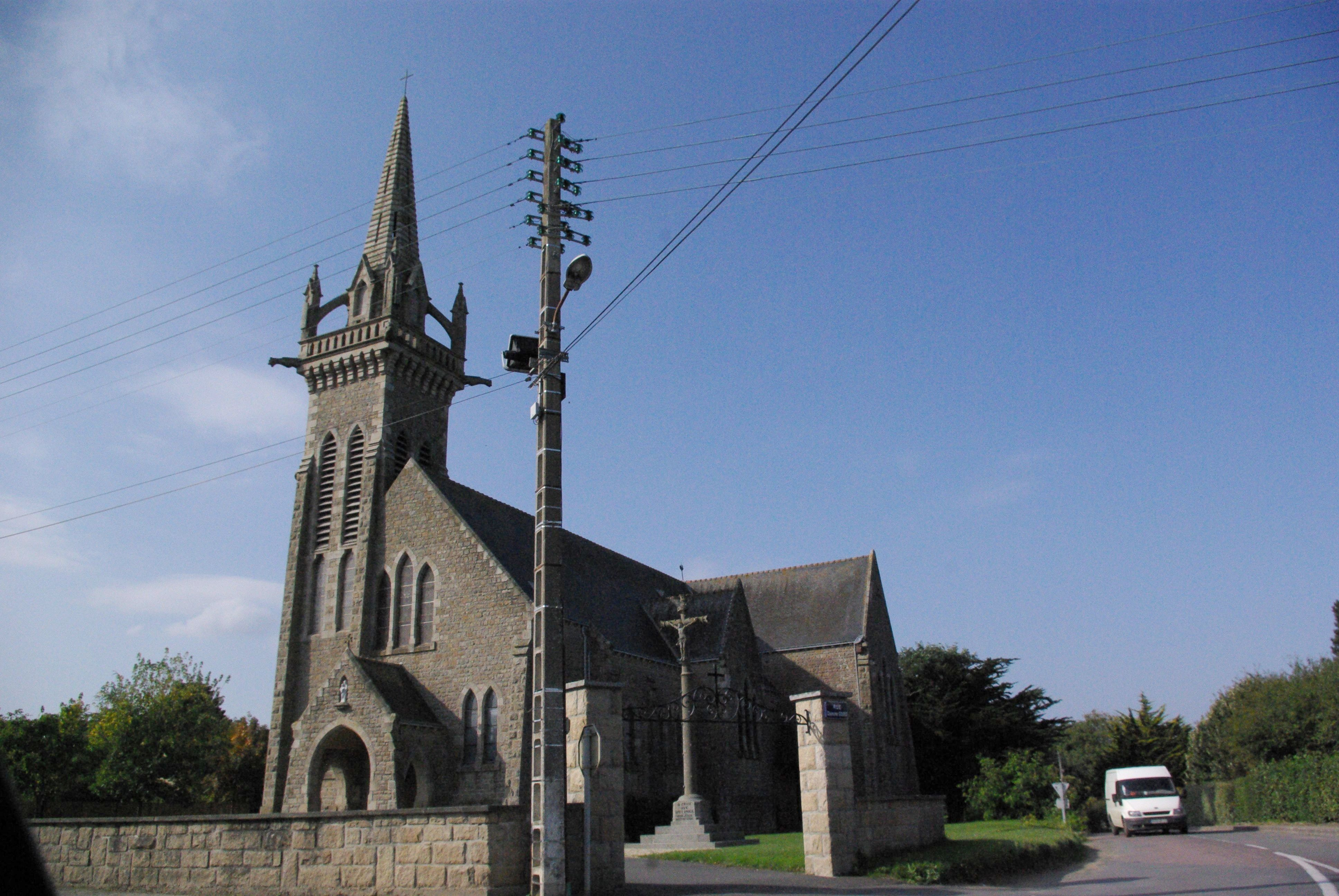
L'église Notre-Dame de Landouar…
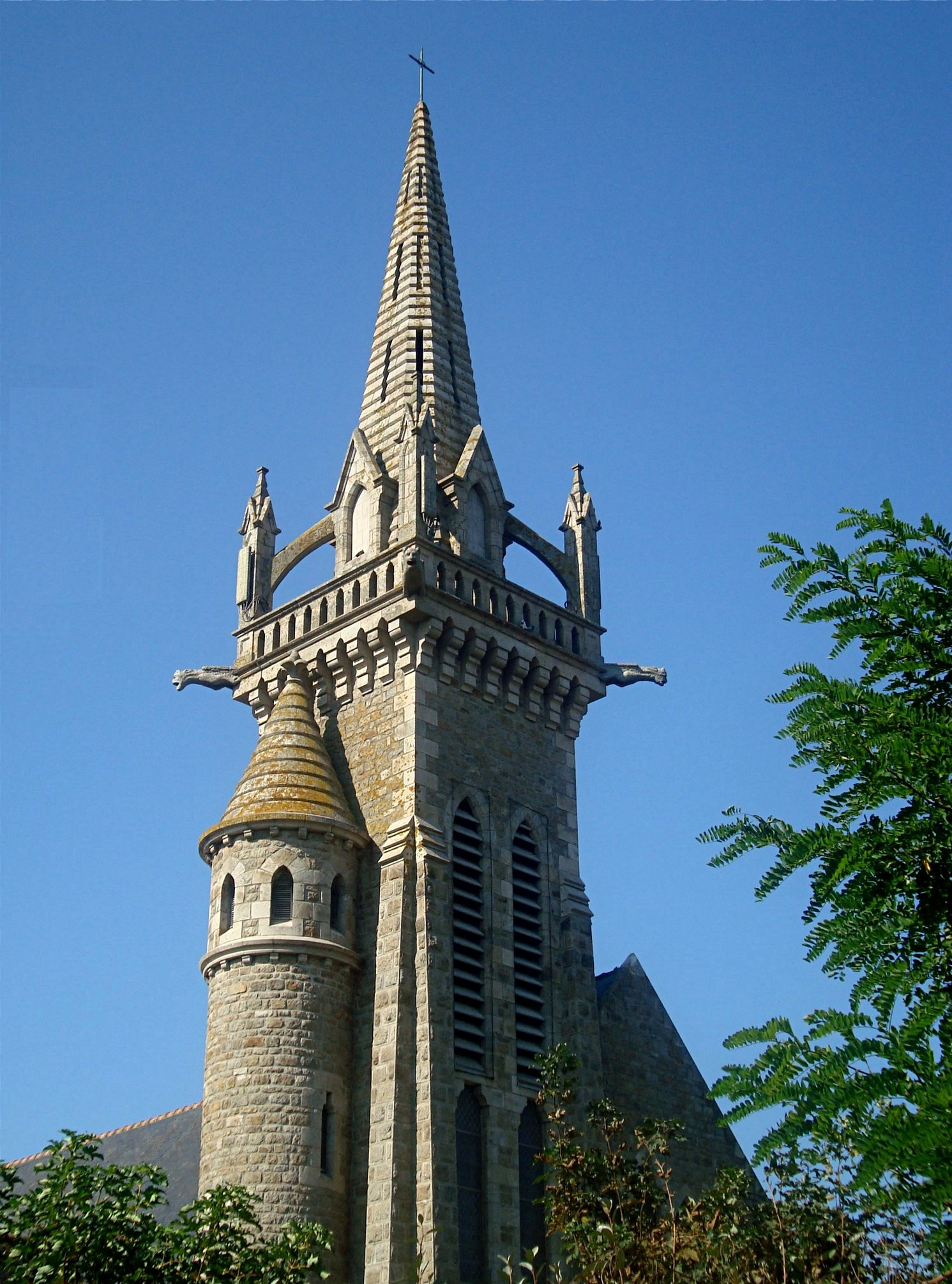
… et son clocher.
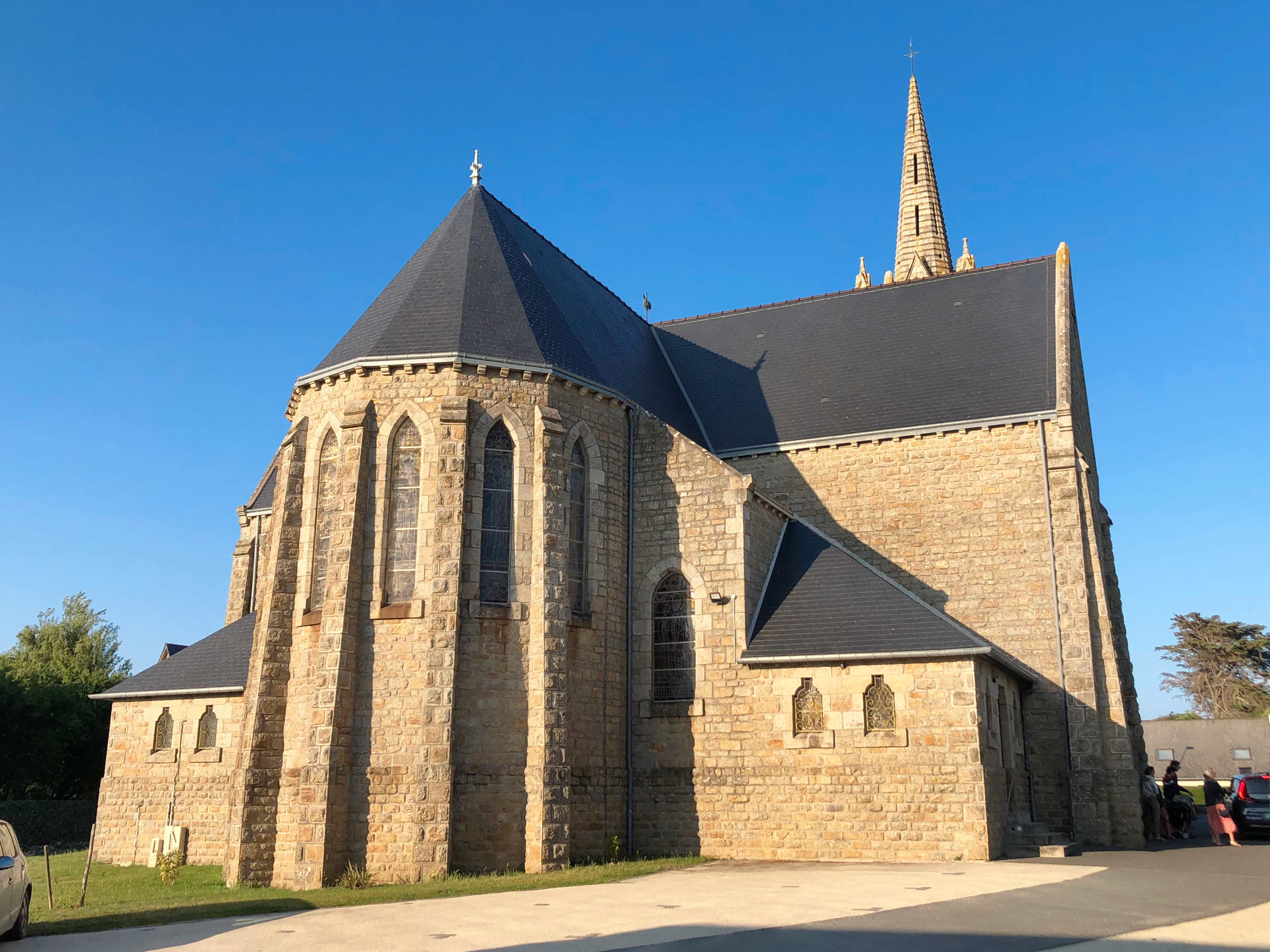
Le chevet et le transept de l'église Notre-Dame de Landouar.
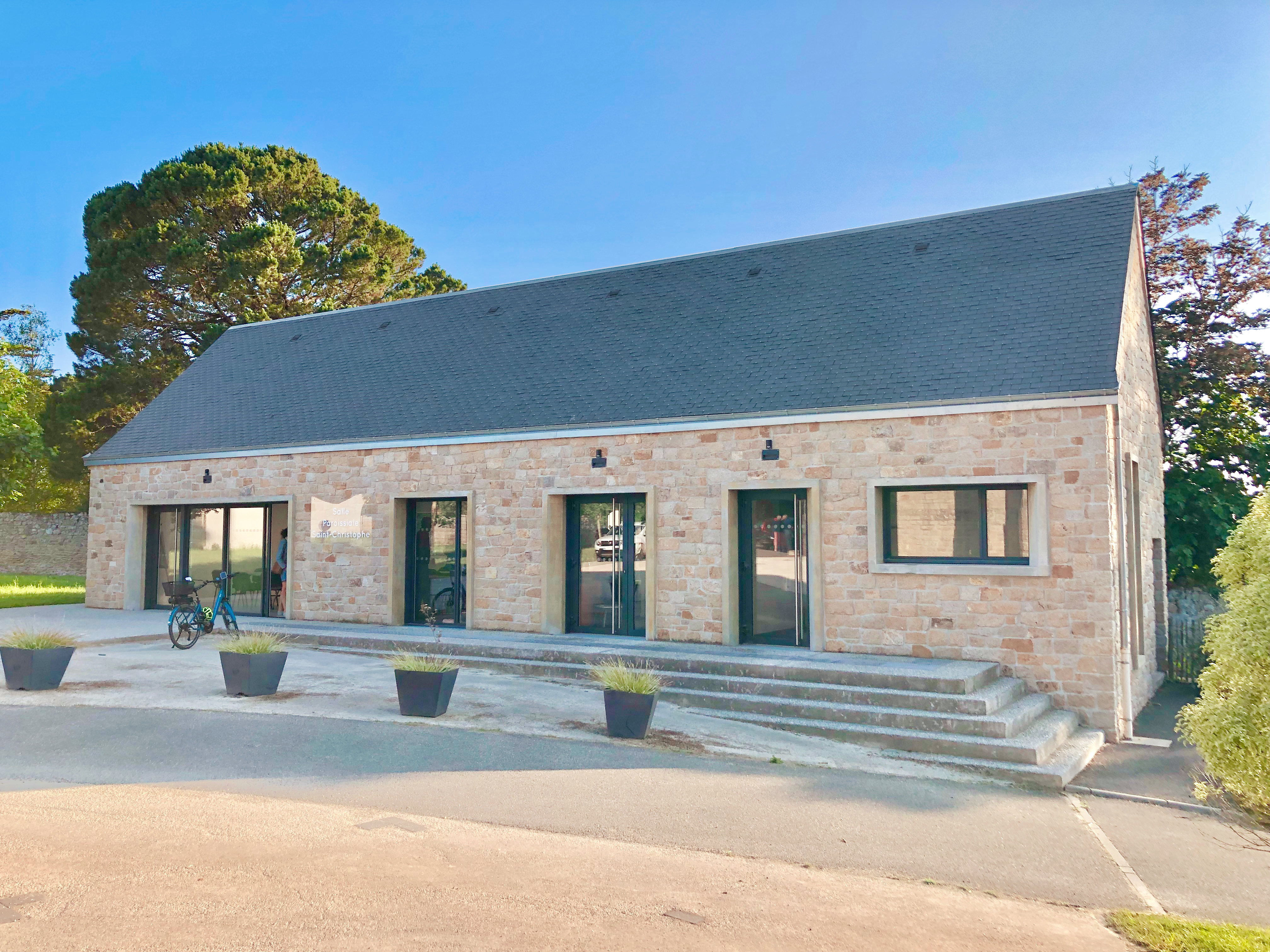
Salle paroissiale Saint-Christophe.
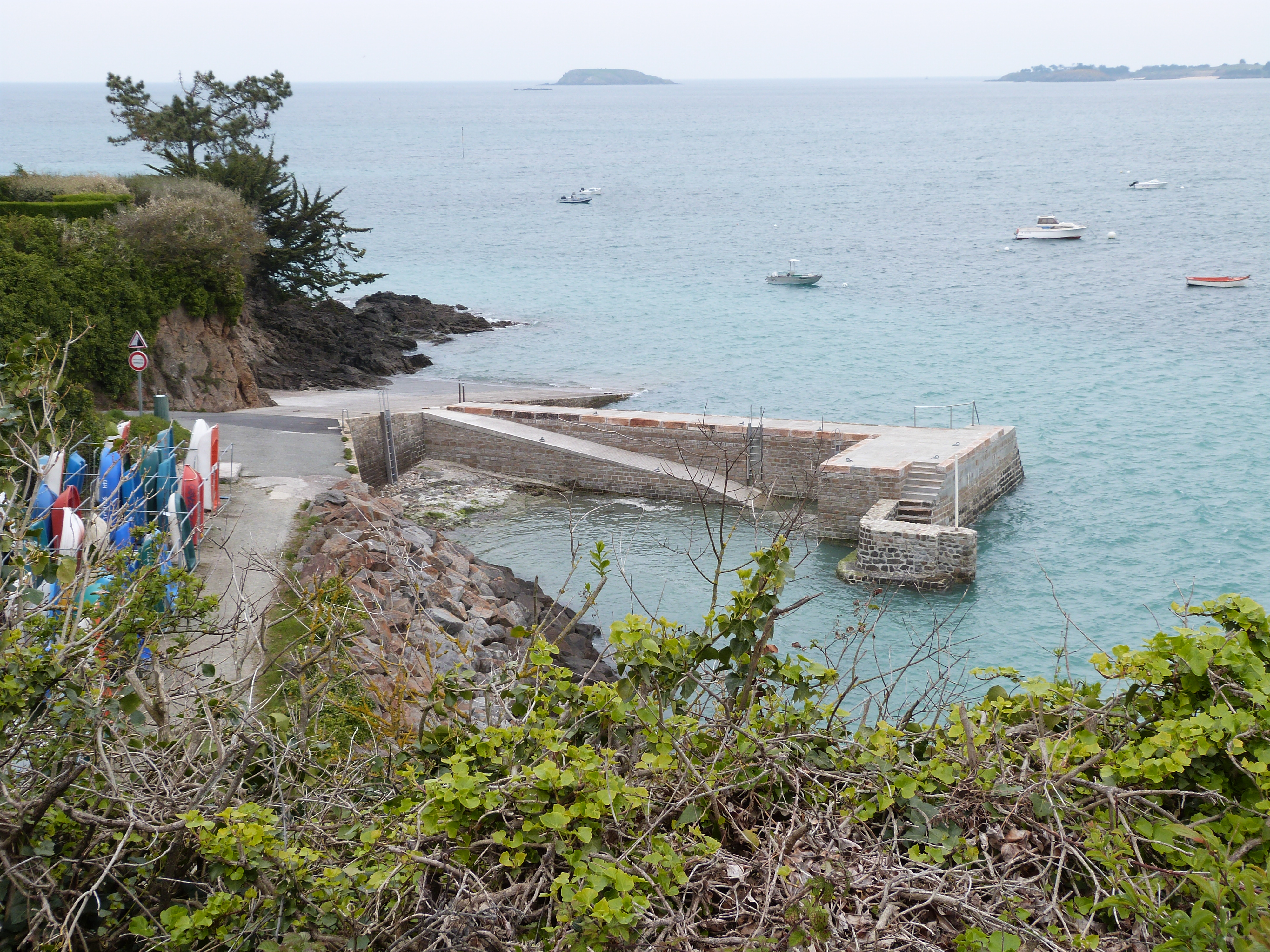
Le port de la Houle Causseul.
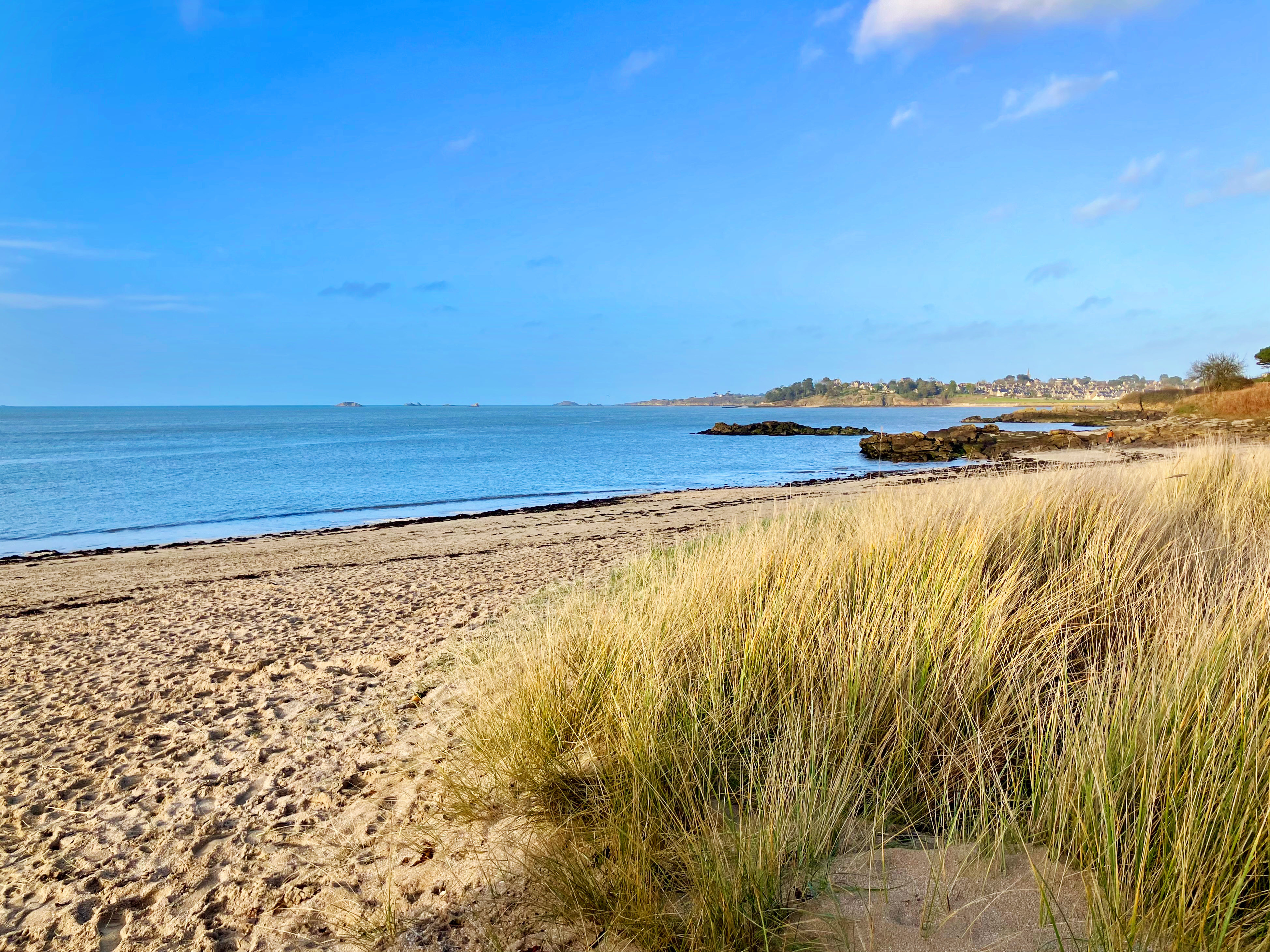
La plage du Ruet.
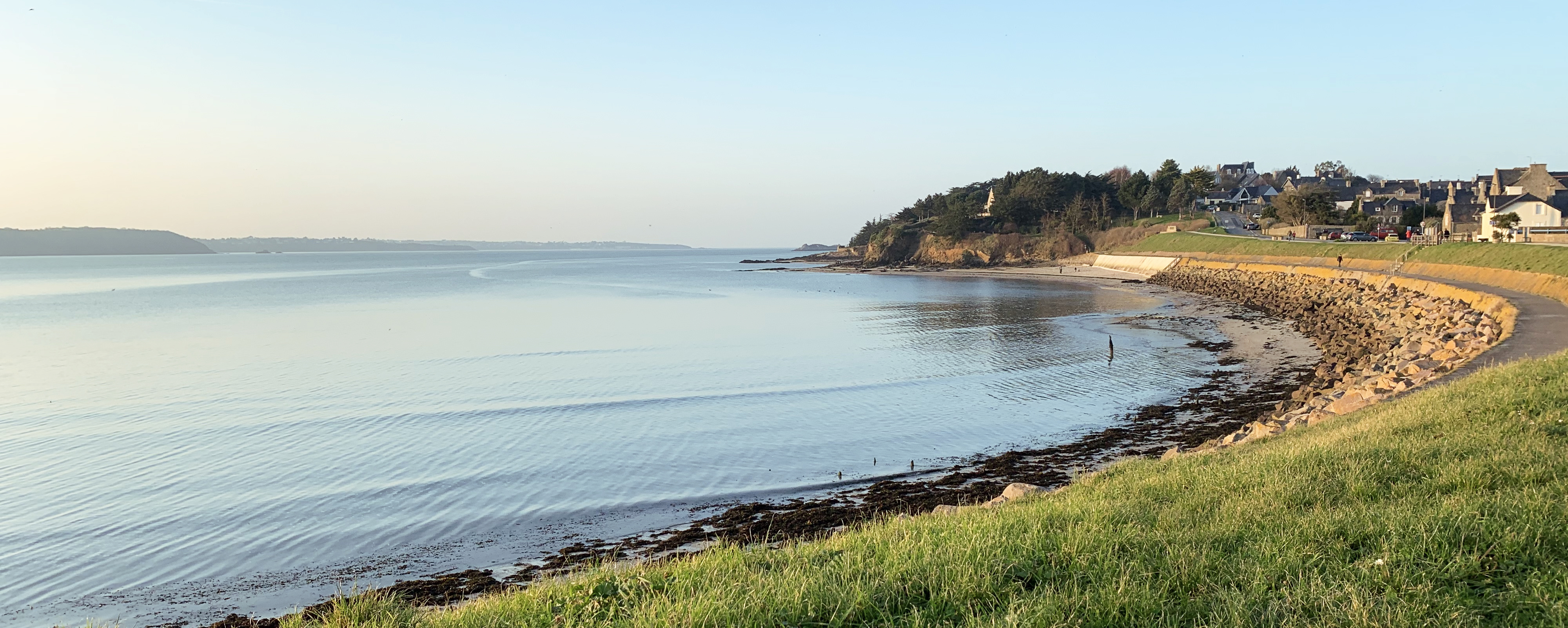
La plage de la Banche et la pointe du Bechet.
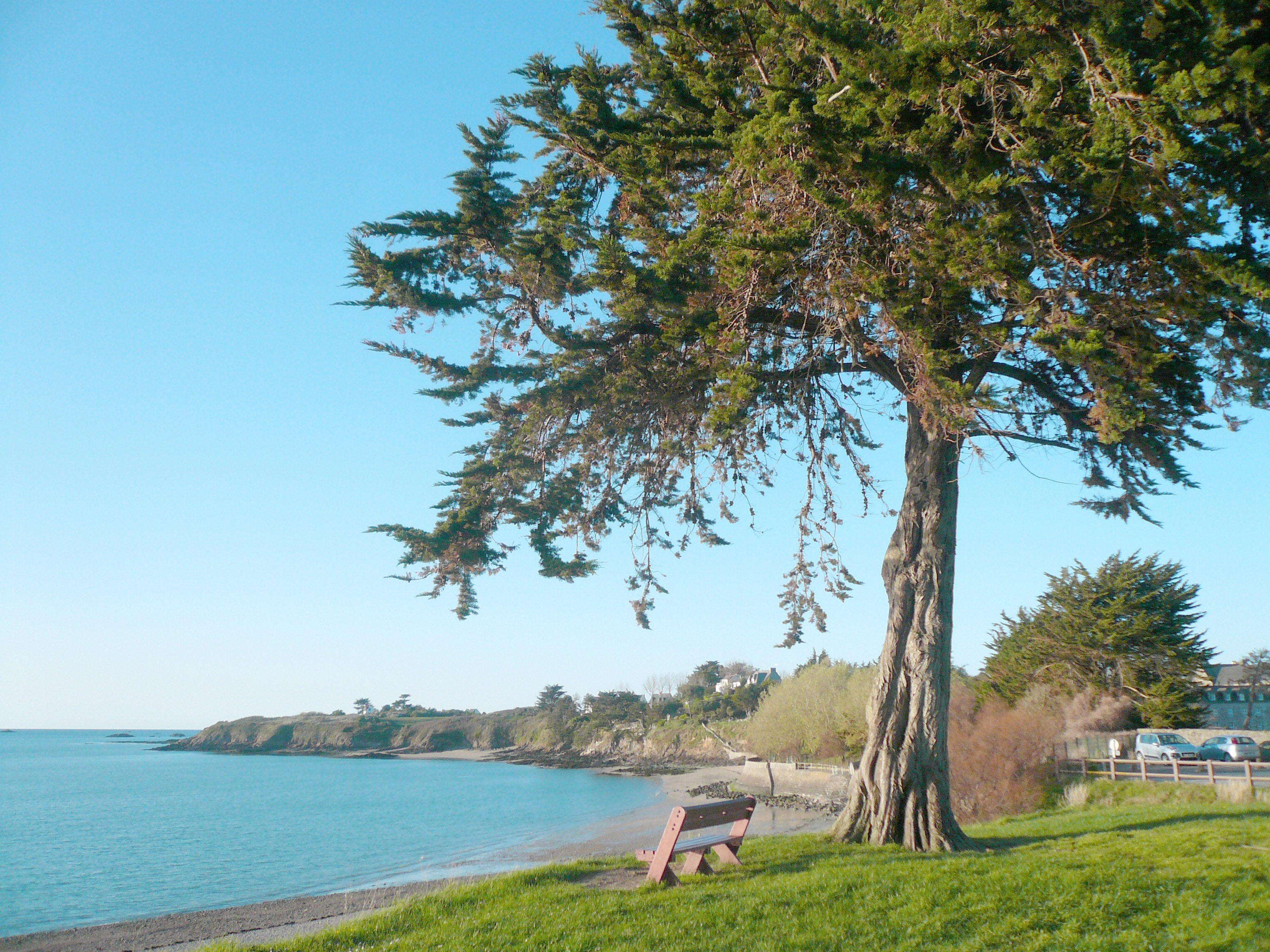
La plage des Haas.
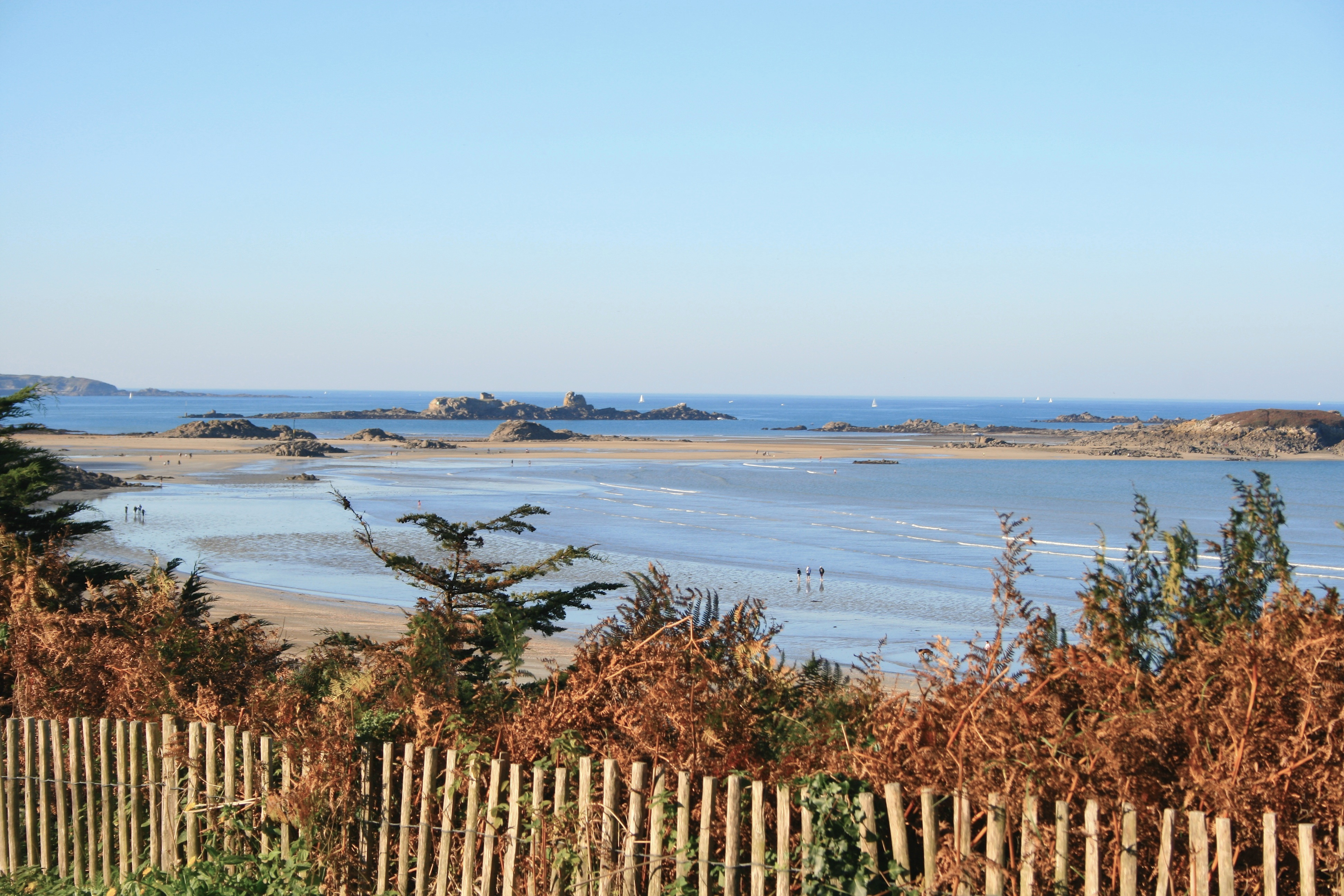
La plage du Rougeret.

### Personnalités liées à la commune

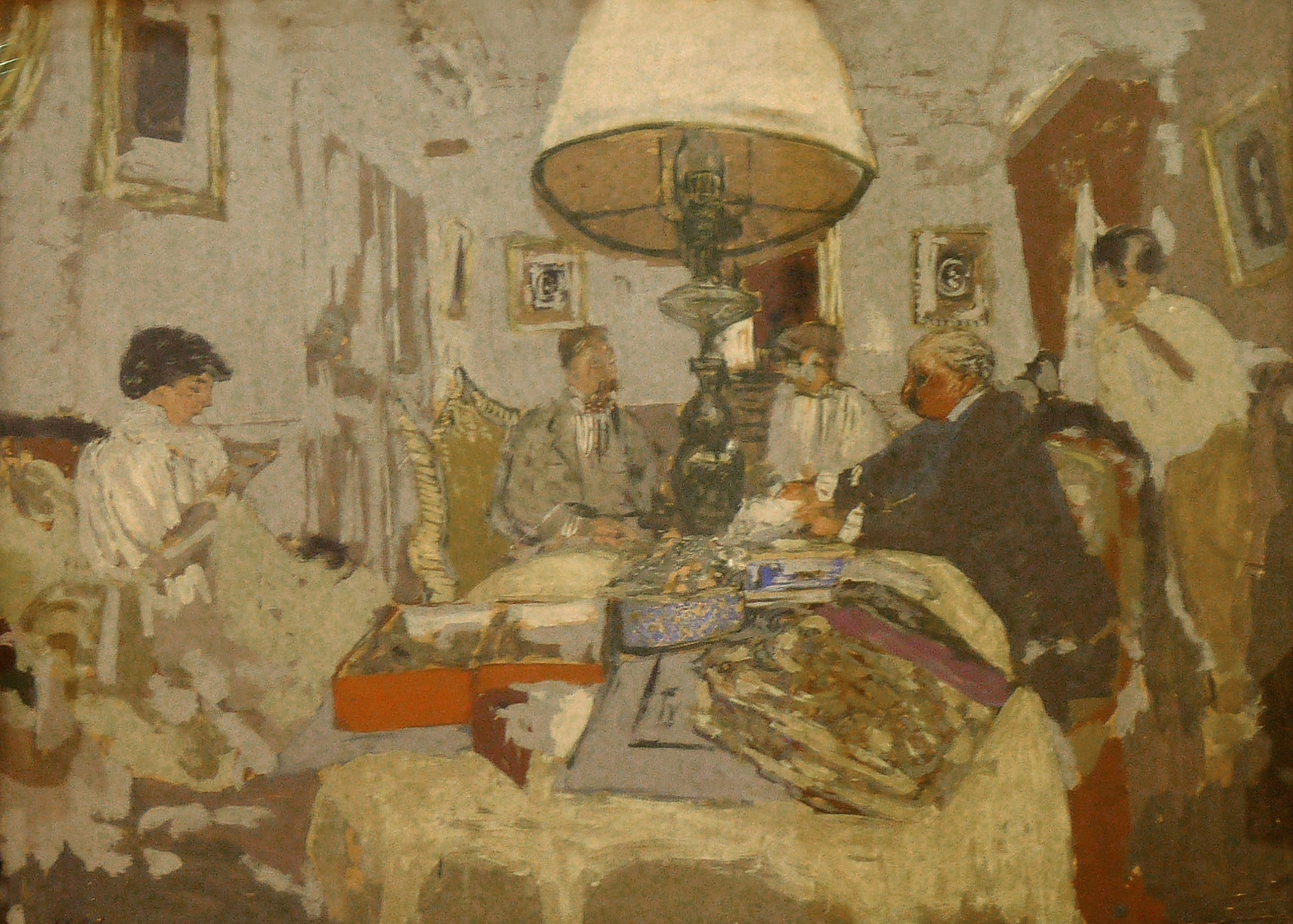
Édouard Vuillard, Les amis autour de la table, Saint-Jacut (1909).

- Dimitri Amilakvari, Raoul Magrin-Vernerey, Pierre Kœnig et 4 autres officiers de la 13e DBLE embarquent le 19 juin 1940 près de l'île des Hébihens à destination de Jersey pour rejoindre les FFL[48],[49].
- Guy Alexis Lobineau, moine bénédictin, historien, mort en 1727 à l'abbaye de Saint-Jacut[50].
- Alphonse Nudant (1861-1952), général de division, président de la Commission interalliée permanente d'armistice (1918-1919), y est décédé le 15 janvier 1952.
- Michel Tournier a séjourné souvent à Saint-Jacut depuis 1930[51].
- Louis Veuillot (1813-1883), écrit en 1860 à Saint-Jacut Çà et là, recueil d'impressions[52].
- Édouard Vuillard séjourne à Saint-Jacut et y peint plusieurs toiles pendant l'été 1909[53].

## Héraldique
La commune utilise un logo.

## Folklore
Paul Sébillot a rassemblé un grand nombre de contes facétieux concernant les Jaguens, ou Jéguins (habitants de Saint-Jacut). Il décrit le village tel qu'il se présentait au début du XIXe siècle (un « bourg de pêcheurs », plutôt malpropre et dont les habitants « ne se mariaient guère qu'entre eux ».) Les Jaguens, considérés comme des naïfs ou des benêts, étaient l'objet de nombreuses histoires facétieuses, « de Cancale à Saint-Brieuc ». Sébillot note que « dans les contes de Jaguens, le dialogue est toujours en patois (gallo) quand ce sont eux qu'on y fait parler ». Les voisins des Jaguens prétendent toutefois (dit Sébillot) que « ce sont les anciens de Saint-Jacut eux-mêmes qui ont inventé ces histoires et qu'ils sont les premiers à les raconter et à en rire » ; il ajoute que le Saint-Jacut « d'à présent » (donc autour de 1900) compte « parmi les communautés les plus instruites du littoral, et nombre de bons officiers de la marine marchande en sont originaires ». Certaines de ces histoires ont toutefois des racines bien plus anciennes, et on note des analogies avec des récits facétieux d'autres pays, comme celui des Sept Souabes, mentionné par les frères Grimm et par Ludwig Bechstein.